# André Rey
André Rey (ur. 22 stycznia 1948 w Strasburgu) – francuski piłkarz, występujący na pozycji bramkarza.
W latach 1977–1979 rozegrał 10 meczów w reprezentacji Francji.